# Surberg
Surberg là một đô thị tại huyện Traunstein bang Bayern, Đức.